# Michał Chałoński
Michał Hubert Chałoński (ur. 3 listopada 1943 w Kielcach) – polski polityk, ekonomista, poseł na Sejm X i I kadencji.

## Życiorys
Z wykształcenia ekonomista, absolwent Akademii Ekonomicznej w Krakowie (1986). W latach 1962–1972 pracował jako kierownik działu produkcji w Kieleckim Przedsiębiorstwie Transportowo-Sprzętowym Budownictwa, a w okresie 1972–1975 był kierownikiem Bazy Sprzętu i Transportu Chemadin w Kielcach. Następnie zatrudniony w Kieleckim Zjednoczeniu Budownictwa i Zakładzie Usług Technicznych Związku Inwalidów w Kielcach.
W 1980 wstąpił do „Solidarności”, w stanie wojennym został internowany na okres od 13 grudnia 1981 do 1 lipca 1982. Po zwolnieniu zatrudniony w Zakładzie Usług Technicznych Związku Inwalidów w Kielcach. Należał do Biskupiego Komitetu Pomocy Potrzebującym, zajmował się dystrybucją prasy podziemnej. W 1986 za prowadzoną działalność opozycyjną został skazany na karę półtora roku pozbawienia wolności z warunkowym zawieszeniem jej wykonania.
Był posłem X kadencji z ramienia Komitetu Obywatelskiego (w trakcie kadencji współtworzył Forum Prawicy Demokratycznej) oraz I kadencji z ramienia Unii Demokratycznej. W 1992 razem z Aleksandrem Hallem założył Partię Konserwatywną. W rządzie Jerzego Buzka kierował Wojskową Agencją Mieszkaniową (1998–2001). Należał do Stronnictwa Konserwatywno-Ludowego, w 2004 przystąpił do Partii Centrum (wyrejestrowanej w 2008).
Od 1991 wchodzi w skład władz Krajowej Izby Gospodarczej. Obejmował stanowiska kanclerza i wicekanclerza Wyższej Szkoły Handlowej w Kielcach.
Otrzymał Złoty Krzyż Zasługi (2005) oraz Krzyż Wolności i Solidarności (2011).